# Zschertnitz
Zschertnitz is een stadsdeel in het zuiden van de Duitse stad Dresden, in de deelstaat Saksen. Zschertnitz werd op 1 juli 1902 door Dresden geannexeerd.
In de tijd van de DDR is Zschertnitz omgevormd tot een nieuwbouwwijk met Plattenbau.

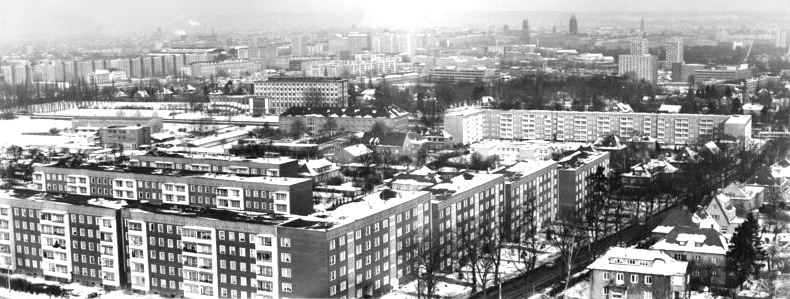
Zschertnitz (1985)